# 고향생각
《고향생각》은 1978년 발매된 하영의 음반이다.

## 곡 목록
다음 곡 목록은 LP 기준이며 모든 곡들이 장덕 또는 전태균에 의해 작사 · 작곡 되었다.
Side one
1. "고향생각" (전태균 작사 / 전태균 작곡) - 03:00
2. "추억을 남긴 바다" (전태균 작사 / 전태균 작곡) - 04:00
3. "님" (전태균 작사 / 전태균 작곡) - 03:34
4. "생각날 때 면" (전태균 작사 / 전태균 작곡) - 03:22
5. "이제는 잊으리" (전태균 작사 / 전태균 작곡) - 03:27

Side two
1. "진실한 사랑이라면" (장덕 작사 / 장덕 작곡) - 03:44
2. "잎새 하나" (장덕 작사 / 장덕 작곡) - 04:02
3. "친구생각" (전태균 작사 / 전태균 작곡) - 03:16
4. "그리운 님" (전태균 작사 / 전태균 작곡) - 03:24
5. "희미한 가로등" (장덕 작사 / 장덕 작곡) - 03:24